# داگ برک (تنیس‌باز)
 داگ برک (انگلیسی: Doug Burke؛ زاده ۲۵ ژوئیهٔ ۱۹۶۳) یک تنیس‌باز اهل جامائیکا و کانادا است.